# Alain Demurger
Alain Demurger (ur. 1939) – francuski historyk, mediewista.
Zajmuje się historią średniowiecza okresu wypraw krzyżowych, zwłaszcza historią zakonów rycerskich.

## Wybrane publikacje
- Chevaliers du Christ, les ordres religieux militaires au Moyen Âge, Le Seuil, 2002, ISBN 2-02-049888-X.
- Vie et mort de l'ordre du Temple, 1120-1314, Paris, Edition Nathan, 1998, ISBN 2-02-020815-6.
- Jacques de Molay: le crépuscule des templiers, Paris, Payot, 2002, ISBN 978-2-228-89628-3.
- Les Templiers. Une chevalerie chrétienne au Moyen Âge, Le Seuil, 2005, ISBN 2-02-066941-2.
- Les Templiers, Editions Jean-Paul Gisserot, 2007, ISBN 2-87747-955-2.
- La croisade au Moyen Âge. Idée et pratiques, F. Nathan, Paris, 1998.
- Croisades et croisés au Moyen Âge, Paris, Flammarion, 2006, ISBN 978-2-08-080137-1.
- L'Occident médiéval : XIII-XV siècle, Hachette, 2004.

## Publikacje w języku polskim
- Jakub de Molay. Zmierzch templariuszy, przekład i redakcja naukowa Magdalena Satora, Toruń: Wydawnictwo Naukowe Uniwersytetu Mikołaja Kopernika 2012.
- Rycerze Chrystusa. Zakony rycerskie w średniowieczu, Astra 2019 (ISBN 978-83-65-28076-3)